# 2025
2025 (MMXXV) е обикновена година, започваща в сряда според григорианския календар. Тя е 2025-ата година от новата ера, двадесет и петата от третото хилядолетие и шестата от 20-те години на XXI век.
Съответства на:
- 1474 година по арменския календар
- 7533 година по прабългарския календар
- 6776 година по асирийския календар
- 2976 година по берберския календар
- 1387 година по бирманския календар
- 2569 година по будисткия календар
- 5785 – 5786 година по еврейския календар
- 2017 – 2018 година по етиопския календар
- 1403 – 1404 година по иранския календар
- 1446 – 1447 година по ислямския календар
- 4721 – 4722 година по китайския календар
- 1741 – 1742 година по коптския календар
- 4358 година по корейския календар
- 2778 години от основаването на Рим
- 2568 година по тайландския слънчев календар
- 114 година по Чучхе календара

## Събития

### Януари
- 1 януари
  - България и Румъния стават пълноправни членове на Шенгенското пространство.
  - Лихтенщайн става 22-ата държава в Европа и 37-ата в света, легализирала еднополовите бракове.[1]
  - Украйна става страна-членка в Международния наказателен съд.
- 6 януари – Индонезия се присъединява към БРИКС и общият брой на държави-членки става 10.
- 7 януари – Започват опустошителни горски пожари в Лос Анджелис, които унищожават над 14000 сгради, а над 1700 са с щети. Повече от 180 000 души са евакуирани, най-малко 27 умират.[2] Напълно потушени са на 29 януари.
- 9 януари – Завършват президентските избори в Ливан, започнали на 29 септември 2022 г., като за президент е избран Джоузеф Аун.
- 12 януари – Състои се вторият тур на президентските избори в Хърватия, започнали през 2024 година. За президент е избран Зоран Миланович.
- 16 януари – Сформирано е сто и петото правителство на България.[3]
- 19 януари – Забрана на TikTok в САЩ влиза в сила на 18 януари в 22:30 EST.[4] Достъпът е постепенно възстановен за всички потребители след 12:00 ч. EST.

- 20 януари – Доналд Тръмп полага клетва като 47-ми президент на Съединените американски щати.[5]
- 23 януари
  - Тайланд става 38-ата страна в света и първата в Южна и Югоизточна Азия, легализирала еднополовите бракове.[6]
  - Майкъл Мартин става министър-председател на Република Ирландия за втори път.[7]
- 26 януари – Състоят се президентски избори в Беларус, като за президент е избран Александър Лукашенко с над 86%. По този начин това става седмият му мандат.[8]
- 27 януари – Глобалните технологични акции спадат рязко в отговор на китайския стартъп DeepSeek, конкурент на ChatGPT на OpenAI. Nvidia губи почти 600 милиарда долара от стойността си, а Microsoft – 7 милиарда.
- 29 януари
  - Ахмед ал-Шараа става временен президент на Сирия след падането на режима на Башар Асад.[9]
  - Самолетът при полет 5342 на „Американ Ийгъл“ се сблъсква във въздуха със „Сикорски UH-60 Блек Хоук“, на армията на САЩ, и се разбива в река Потомак. Умират всички 67 души на борда на двете машини.[10]

### Февруари
- 9 февруари – Състоят се общи избори в Лихтенщайн. Патриотичният съюз остава най-голямата партия с 10 от 25 места.
- 12 февруари
  - Състои се четвърти тур на президентските избори в Гърция. За президент е избран Константинос Тасулас от гръцкия парламент със 160 гласа от нужни 151.[11]
  - Президентът на Румъния Клаус Йоханис се оттегля от поста си, след като обявява оставката си на 10 февруари. Това е първият президент на Румъния, който подава оставка след революцията в държавата през 1989 година.[12]
- 18 февруари – След конституционна реформа, Никарагуа става диархия.
- 19 февруари – Хърватия изцяло завършва влизането си в Европейското икономическо пространство.

### Март
- 9 март – Състоят се избори за Либералната партия на Канада. Бившият управител на Банката на Канада Марк Карни става лидер на партията и министър-председател на държавата 5 дена по-късно след оставката на Джъстин Трюдо на 6 януари.[13]
- 11 март – Бившият президент на Филипините Родриго Дутерте е арестуван за престъпления срещу човечеството.
- 16 март – Избухва пожар в нощен клуб в Кочани, Северна Македония. Определен е за най-смъртоносният пожар в историята на държавата, тъй като загиват 62 души, а още 193 са ранени.[14]
- 21 март – Южна Корея преживява един от най-опустошителните си горски пожари в модерната си история. Над 87 000 хектара земя са унищожени са и най-малко 24 души загиват.[15]
- 28 март – Земетресение с магнитуд 7,7 по Скалата на Рихтер удря Мианмар. Има най-малко 3791 жертви и над 5106 са ранени.[16]

### Април
- 13 април – Състоят се общи избори в Еквадор. Настоящият президент Даниел Нобоа е преизбран за пълен мандат.[17]
- 26 април – Състои се погребението на папа Франциск, 266-ият папа на Римокатолическата църква, който умира на 88-годишна възраст пет дена по-рано (на 21 април).

### Май
- 8 май – Робърт Франсис Превост е избран за 267-и папа на Римокатолическата църква. Той приема името Лъв XIV и става първият папа от Северна Америка.[18]
- 11 май – Състоят се парламентарни избори в Албания. Социалистическата партия на държавата печели мнозинството.
- 13–17 май – Шестдесет и деветото издание на конкурсът Евровизия се провежда в Базел, Швейцария. Победител става австрийският певец JJ с песента си „Wasted love“.[19]

### Юни
- 1 юни – Състоят се президентски избори в Полша. Карол Навроцки е избран с 10 606 877 гласа, които представляват 50,89% от всички гласували.
- 12 юни – Самолетът при полет 171 на „Еър Индия“ се разбива в сграда в Ахмедабад, Индия. От всички 242 души на борда, 241 умират – 229 пътници и 12 екипаж. Загиват още 33 на земята.
- 13 юни – Израел извършва въздушни удари срещу ядрени съоръжения, ракетни центрове и висш военен персонал на Иран. Умират иранските генералите Хосеин Салами и Мохамед Багери. Иран отвръща на ударите вечерта на същия ден.[20]
- 14 юни – Започва Световното клубно първенство по футбол през 2025 г. на ФИФА. Провежда се в Съединените щати.[21]
- 22 юни – САЩ нанасят въздушни удари на три ирански ядрени обекта във Фордо, Натанц и Исфахан чрез бомбардировачи B-2.[22][23]

### Юли
- 13 юли – Финалът на Световното клубно първенство по футбол се състои. Английският отбор Челси надделява над френския Пари Сен Жермен и става шампион на 21-ото издание на турнира.[24]
- 16 юли – Израелски въздушни удари засягат сирийската сграда на министерството на отбраната и Генералния щаб на армията на Сирия в Дамаск. Убити са трима, а ранените са 34.[25]
- 30 юли – Земетресение на полуостров Камчатка в Русия с магнитуд 8,8 по скалата на Рихтер предизвиква цунамита в Япония и американския щат Хаваи.[26] Това го прави шестото най-силно земетресение, наравно с това в Еквадор и Колумбия през 1906 г. и в Чили през 2010 г.

### Август
- 7–17 август – Провежда се 12-ото издание на Световните игри в Чънду, Китай.

## Починали

### Януари
- 1 януари
  - Виктор Алкснис, руски политик (р. 1950 г.)
  - Дейвид Лодж, английски писател и литературен критик (р. 1935 г.)
- 2 януари – Ферди Тайфур, турски певец и актьор (р. 1945 г.)
- 5 януари
  - Костас Симитис, гръцки политик, министър-председател на Гърция в периода 1996 – 2004 г. (р. 1936 г.)
  - Роберт Хюбнер, германски шахматист (р. 1948 г.)
- 7 януари – Петя Пендарева, българска лекоатлетка (р. 1971 г.)
- 8 януари
  - Владимир Даверов, български писател и сценарист (р. 1948 г.)
  - Петър Василев – Петела, български спортен журналист (р. 1960 г.)
  - Фабио Кудичини, италиански футболист (р. 1935 г.)
  - Селим Илери, турски писател и сценарист (р. 1949 г.)
- 10 януари – Стилиян Вътев, български банкер (р. 1956 г.)
- 13 януари – Бедиа Енер, турска актриса (р. 1954 г.)
- 14 януари – Адриана Благоева, българска хорова диригентка (р. 1960 г.)
- 15 януари – Дейвид Линч, американски режисьор и художник (р. 1946 г.)
- 16 януари – Джоан Плоурайт, британска актриса (р. 1929 г.)
- 17 януари
  - Денис Лоу, шотландски футболист, носител на Златна топка през 1964 г. (р. 1940 г.)
  - Пунсалмаагийн Очирбат, монголски политик (р. 1942 г.)
  - Мартин Полак, австрийски писател и преводач (р. 1944 г.)
- 20 януари – Бертран Блие, френски режисьор и сценарист (р. 1939 г.)
- 21 януари – Маурисио Фунес, салвадорски политик, президент на Салвадор от 2009 до 2014 г. (р. 1959 г.)
- 23 януари – Красимир Кочев, български състезател по борба (р. 1974 г.)
- 25 януари – Дражен Далипагич, югославски баскетболист и треньор (р. 1951 г.)

### Февруари
- 1 февруари – Хорст Кьолер, германски политик, президент на Федерална република Германия от 2004 до 2010 г. (р. 1943 г.)
- 4 февруари – Сайед Ахмед Гозали, алжирски политик, министър-председател на Алжир от 1991 до 1992 г. (р. 1937 г.)
- 6 февруари – Пол-Лу Сюлицер, френски писател (р. 1946 г.)
- 7 февруари – Тони Робъртс, американски актьор (р. 1939 г.)
- 14 февруари – Женевиев Паж, френска актриса (р. 1927 г.)
- 17 февруари – Антонин Майе, канадска актриса и драматург (р. 1929 г.)
- 18 февруари – Мая Вапцарова, българска поетеса и режисьор (р. 1944 г.)
- 27 февруари – Борис Спаски, съветски, френски и руски шахматист, десети сметовен шампион по шахмат (р. 1937 г.)

### Март
- 1 март – Саша Попович, сръбски продуцент и музикант, собственик на „Гранд Продъкшън“ (р. 1954 г.)
- 3 март – Митьо Пищова, български политик и шоумен (р. 1955 г.)
- 11 март – Нораир Нурикян, български състезател  и треньор по вдигане на тежести (двукратен олимпийски шампион) от арменски произход (р. 1948 г.)
- 13 март – Антим Русас, гръцки православен духовник, солунски митрополит от 2004 до 2023 година (р. 1934 г.)
- 18 март – Бедрос Киркоров,  български и руски поп певец (р. 1932 г.)
- 20 март – Осман Сънав, турски режисьор, продуцент и сценарист (р. 1956 г.)
- 21 март – Джордж Форман, американски двукратен шампион по бокс в свръхтежка категория (р. 1949 г.)
- 29 март – Ричард Чембърлейн, американски актьор и певец (р. 1934 г.)

### Април
- 1 април
  - Георги Марков, български музикант (р. 1951 г.)
  - Вал Килмър, американски актьор (р. 1959 г.)
- 4 април – Васил Банов, български актьор (р. 1946 г.)
- 7 април – Пламен Сираков, български актьор (р. 1952 г.)
- 9 април - Калин Тодоров, български журналист и писател (р. 1953 г.)
- 10 април – Тед Кочев, канадски режисьор от български произход (р. 1931 г.)
- 11 април – Христо Темелски, български историк, директор на Църковно-историческия и архивен институт при Българската патриаршия (р. 1948 г.)
- 13 април – Марио Варгас Льоса, перуански писател и публицист, нобелов лауреат през 2010 г. (р. 1936 г.)
- 21 април - Франциск, 266-ият папа на римокатолическата църква (р. 1936 г.)
- 26 април – Жаир, бразилски футболист (р. 1940 г.)

### Май
- 3 май – Милена Атанасова, българска актриса (р. 1947 г.)
- 5 май – Луис Галван, аржентински футболист (р. 1948 г.)
- 11 май – Робърт Бентън, американски сценарист, режисьор и продуцент (р. 1932 г.)
- 13 май – Хосе Мухика, уругвайски политик, президент на Уругвай в периода 2010 – 2015 г. (р. 1935 г.)
- 20 май – Валентина Александрова, българска оперна певица (р. 1930 г.)
- 24 май – Кирил Ивков, български футболист (р. 1946 г.)

### Юни
- 2 юни – Божана Апостолова, българска поетеса и писателка (р. 1945 г.)
- 4 юни – Марк Гарно, канадски астронавт (р. 1949 г.)
- 5 юни – Едгар Лунгу, замбийски политик, 6-и президент на Замбия от 2015 до 2021 г. (р. 1956 г.)
- 7 юни – Анастасия Бакърджиева, българска кино актриса (р. 1932 г.)
- 11 юни – Алиосман Имамов, български учен и политик (р. 1957 г.)
- 13 юни – Мариана Цветкова, българска оперна певица (р. 1965 г.)
- 20 юни
  - Гертруд Лойтенегер, швейцарска писателка (р. 1948 г.)
  - Ивар Йевер, норвежка-американски физик, Нобелов лауреат през 1973 г. (р. 1929 г.)
- 23 юни – Леа Масари, италианска актриса (р. 1933 г.)
- 26 юни
  - Енчо Пиронков, български художник (р. 1932 г.)
  - Милена Цанева, българска литературоведка и литературна критичка (р. 1930 г.)
- 28 юни – Волфганг Бомер, германски политик, министър-председател на провинция Саксония-Анхалт, Германия в периода 2002 – 2011 г. (р. 1936 г.)

### Юли
- Адриана Асти, италиански актриса (р. 1931 г.)
- 2 юли
  - Верка Сидерова, българска народна певица (р. 1926 г.)
  - Ед Кларк, американски политик (р. 1930 г.)
  - Джулиън Макмеън, австрийски актьор и манекен (р. 1968 г.)
- 3 юли
  - Диого Жота, португалски футболист (р. 1996 г.)
  - Майкъл Медсън, американски актьор (р. 1957 г.)
- 11 юли – Мартин Круз Смит, американски сценарист и писател (р. 1942 г.)
- 15 юли – Ектор Данте Чинкота, аржентински поет и литературен критик (р. 1943 г.)
- 19 юли – Ингвар Амбьорнсен, норвежки писател (р. 1956 г.)
- 21 юли – Тодор Славков, български бизнесмен (р. 1971 г.)
- 22 юли
  - Румена Трифонова, българска актриса (р. 1944 г.)
  - Ози Озбърн, английски рок музикант (р. 1948 г.)
- 24 юли – Хълк Хоган, американски кечист и актьор (р. 1953 г.)
- 29 юли – Пол Марио Дей, английски хевиметъл певец (р. 1956 г.)

### Август
- 3 август
  - Кирил Кавадарков, български актьор (р. 1943 г.)
  - Талгат Мусабаев, съветски, руски и казахстански касмонавт (р. 1951 г.)
- 5 август – Йон Илиеску, румънски политик, президент на Румъния от 1990 до 1996 г. и от 2000 до 2004 г. (р. 1930 г.)
- 6 август – Кръстьо Раленков, български поет (р. 1965 г.)
- 16 август – Минчо Панайотов, български художник (р. 1944 г.)

## Нобелови награди
Лауреатите на Нобелови награди за физика, химия, физиология или медицина, литература и мир вероятно ще бъдат обявени през месец октомври, като церемонията по награждаването е планирана да се състои на 10 декември.